# Как люди
«Как люди» — третий студийный альбом питерской группы «Animal ДжаZ».
В этом альбоме в творчестве группы явно появляется образ Санкт-Петербурга. В нескольких песнях упоминаются Гостиный двор, Нева, и Невский проспект.
При написании альбома очень активно использовалось пианино, которое буквально в каждой композиции постоянно перебивается жесткими гитарными риффами.
Помимо музыкантов «Animal ДжаZ» в записи альбома приняли участие как Вова D (труба), Макс Йорик (скрипка), Максим Кравцов (гитары, перкуссия, голос), Мила Федорова (виолончель). Также на альбоме звучит совместная шуточная композиция «Неоновый ковбой», исполненная вместе с солистом группы «Ленинград» Сергеем Шнуровым.
В изначальном варианте, не вошедшем на альбом, композиция «Неоновый ковбой» исполнялась без Сергея Шнурова, а с начинающей вокалисткой Мариной Скалозуб.

## Список композиций
| №   | Название                                | Длительность |
| --- | --------------------------------------- | ------------ |
| 1.  | «Полиэтилен»                            | 3:13         |
| 2.  | «Таксофоны»                             | 4:05         |
| 3.  | «Ангел»                                 | 3:36         |
| 4.  | «Как люди»                              | 2:33         |
| 5.  | «10000 сигарет назад»                   | 3:13         |
| 6.  | «ББлюз»                                 | 2:59         |
| 7.  | «Про это»                               | 3:05         |
| 8.  | «Живой»                                 | 2:37         |
| 9.  | «Падай вниз»                            | 4:00         |
| 10. | «Чёрным-белым»                          | 3:02         |
| 11. | «Необратимость»                         | 5:09         |
| 12. | «Поздно»                                | 3:22         |
| 13. | «Весна»                                 | 3:30         |
| 14. | «Неоновый ковбой» (feat. Сергей Шнуров) | 3:46         |